# Ingolstädter Straße (München)
Die Ingolstädter Straße in den Münchner Stadtbezirken Milbertshofen-Am Hart und Schwabing-Freimann ist eine etwa 3,3 Kilometer lange Ausfallstraße in Richtung Norden. Sie setzt die Leopoldstraße bis zur Stadtgrenze fort.

## Beschreibung
Die Ingolstädter Straße verläuft vom Ende der Leopoldstraße Ecke Milbertshofener Straße / Domagkstraße in Richtung Norden, wo sie nach ca. 400 Metern den Frankfurter Ring kreuzt, bis zur Panzerwiese, an der sie ab Neuherberg in ihrer Verlängerung als B13 Ingolstädter Landstraße nach Ingolstadt führt.
Nördlich der Kreuzung mit dem Frankfurter Ring unterquert die Ingolstädter Straße mittels einer Unterführung die Eisenbahnlinie Münchner Nordring. An der Unterführung befand sich der von 1948 bis 1949 im Personenverkehr bediente Haltepunkt München Ingolstädter Straße.
Die Ingolstädter Straße ist die wichtigste Erschließung des Euro-Industrieparks.
Ostwärtig an der Ingolstädter Straße 272, an der unmittelbaren Stadtgrenze, teils schon auf dem Gebiet des nördlich gelegenen Oberschleißheim, liegt auf dem ehemaligen Nordteil der Fürst-Wrede-Kaserne auf 30 Hektar Fläche unter dem Namen FC Bayern Campus das neue Leistungszentrum des FC Bayern München für den Jugendbereich. Westlich der Fürst-Wrede-Kaserne befindet sich auf der anderen Straßenseite gelegen und mit einer Brücke verbunden, die Ernst-von-Bergmann-Kaserne

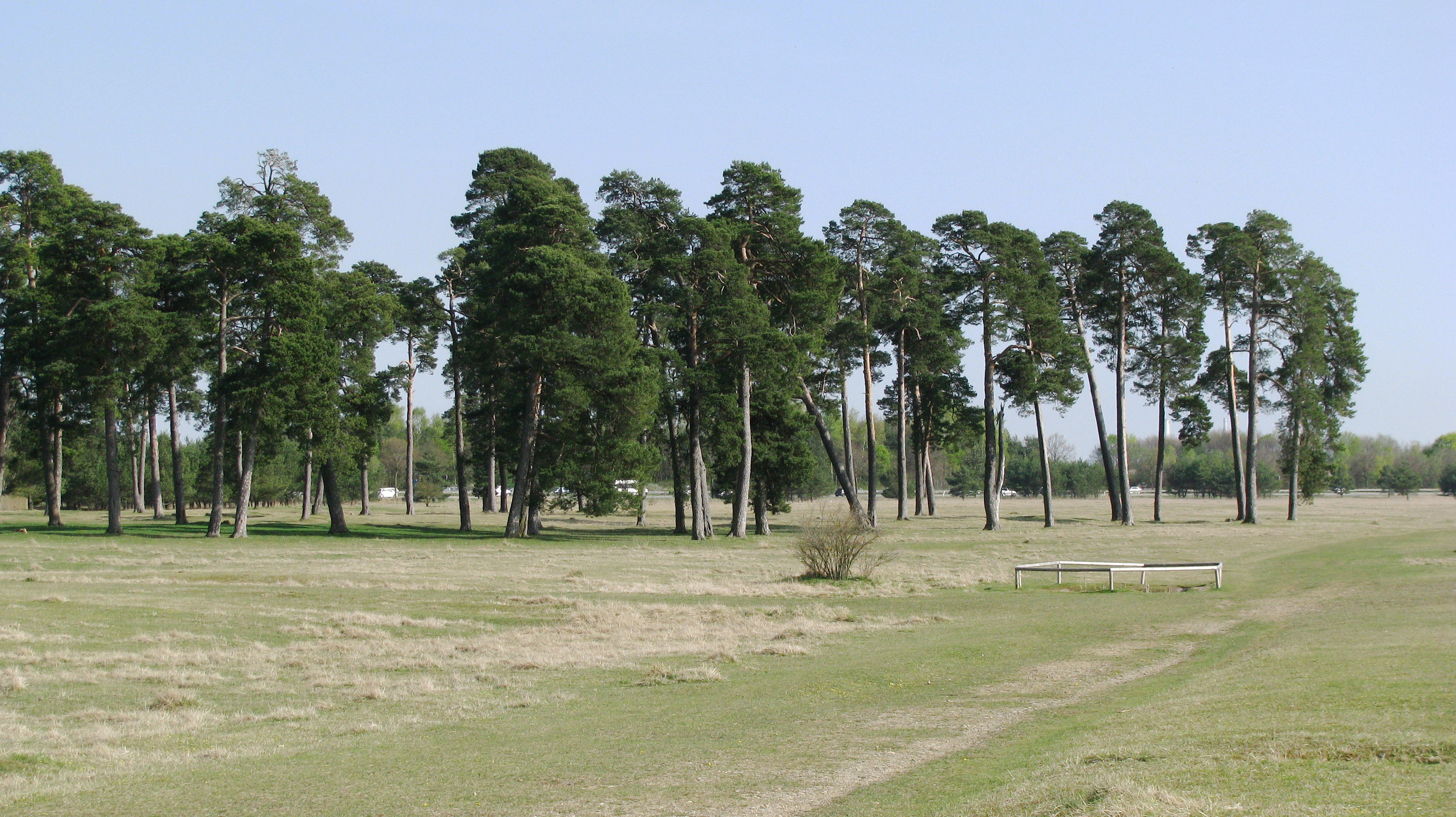
Panzerwiese im Norden der Ingolstädter Straße
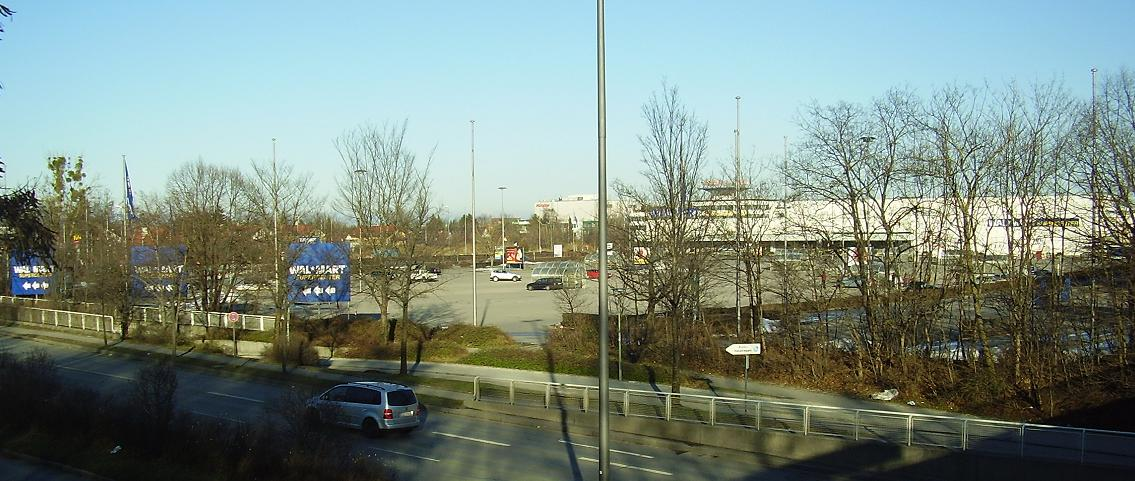
Euro-Industriepark an der Ingolstädter Straße
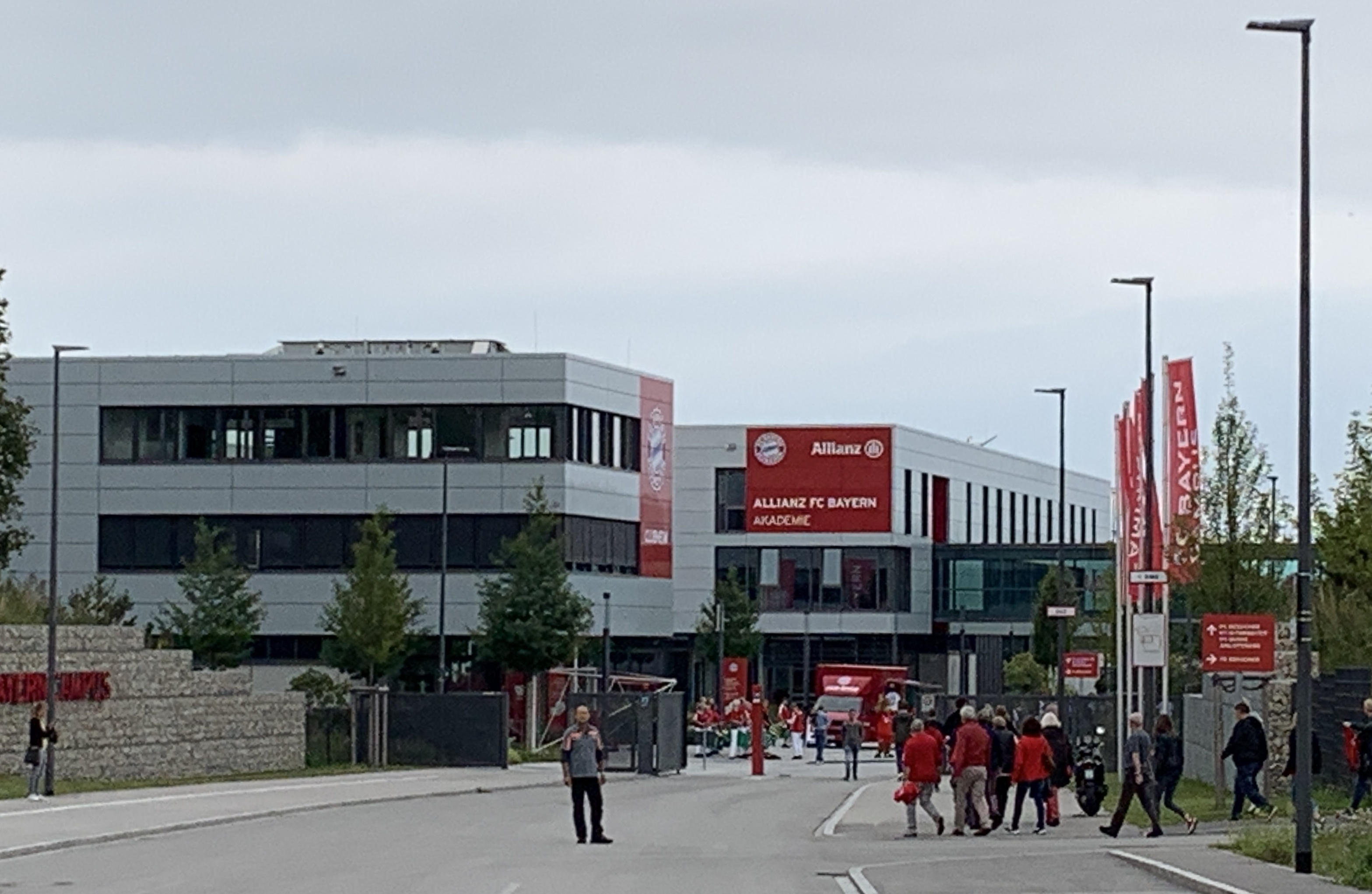
FC Bayern Leistungszentrum